# Fran Ryan
Pour les articles homonymes, voir Ryan.
Fran Ryan, née le 29 novembre 1916 à Los Angeles en Californie, et décédée le 15 janvier 2000 à Burbank en Californie, est une actrice américaine de télévision et de cinéma.

## Biographie
Fran Ryan se produit dès l’âge de six ans au théâtre Henry-Duffy d’Oakland. Elle étudie à l’université Stanford pendant trois ans, et fait partie durant la Seconde Guerre mondiale des troupes de divertissement de l’United Service Organizations. Elle pratique le théâtre en Californie et à Chicago pendant deux décennies.
Elle fait ses débuts à la télévision en 1966 dans un épisode de la série Batman, puis tient un petit rôle dans The Beverly Hillbillies. Son premier personnage important est celui d’Aggie Thompson dans la première distribution des rôles de la sitcom Doris Day comédie. Elle tient en 1969–1971 le rôle de Doris Ziffel dans la série Les Arpents verts, en remplacement de Barbara Pepper, en mauvaise santé, qui meurt d’un arrêt cardiaque en juillet 1969.
Ryan a aussi tenu dans la vingtième et dernière saison de la série télévisée western Gunsmoke le rôle de Miss Hannah (Cobb) ; elle le reprend en 1987 dans le téléfilm Gunsmoke: Return to Dodge (en).
Fran Ryan a joué le rôle de Rosie Carlson dans le feuilleton télévisé Des jours et des vies entre 1976 et 1979, ainsi que celui de sœur Agathe dans Hôpital central en 1979. Elle a aussi prêté sa voix dans les dessins animés Hong Kong Fou Fou, Mister T. et Draculito, mon saigneur. Elle joue le rôle de Gertrude Grouch dans l’émission télévisée pour enfants Sigmund and the Sea Monsters (en) en 1975, celui de Mme Goodbody dans l’émission pour enfants des années 1970 New Zoo Revue (en), celui de Mme Belmont dans la série télévisée des années 1980 No Soap, Radio (en), et celui de Tillie Russell dans la série de la CBS Le Magicien en 1986–1987. Son dernier rôle télévisuel régulier est dans The Dave Thomas Comedy Show (en), diffusé en 1990 sur CBS.
Elle a joué dans de nombreux films, parmi lesquels Flush (1977), Big Wednesday (1978, en français Graffiti Party), Take This Job et Shove It (en) (1981), Pale Rider (1985), Le ciel s'est trompé (1989). Elle apparaît dans les séries télévisées Batman, Auto-patrouille, Starsky et Hutch, CHiPs, Punky Brewster, Code Quantum, Night Court, Alerte à Malibu, Shérif, fais moi peur et L'As de la crime.
Ryan meurt le 15 janvier 2000, à l’âge de 83 ans ; elle est enterrée aux côtés de sa mère au cimetière catholique du Saint-Sépulcre d’Hayward.

## Filmographie
- 1972 : Columbo “ S.O.S. Scotland Yard” : la femme que le lieutenant Columbo bouscule à l’aéroport
- 1976: Starsky et Huch" Yo-Yo" saison 1 épisode 19 : Stella
- 1977: Starsky et Hutch " enquêtes en tous genres" saison 3 épisode 5: Miss Bycroft
- 1977: Les Drôles de Dames:" Meurtre à l' hôpital" saison 1 épisode : 18 : infirmière Fager
- 1978: Starsky et Hutch " la photo" saison 4 épisode 4: Landlady
- 1989 : Le ciel s'est trompé (Chances Are), d'Emile Ardolino : Mavis Talmadge
- 1989 : Out Cold de Malcolm Mowbray (en)

## Crédit des auteurs
- (en) Cet article est partiellement ou en totalité issu de l’article de Wikipédia en anglais intitulé « Fran Ryan » (voir la liste des auteurs).